# Mythmaker
Mythmaker è il decimo album in studio del gruppo musicale canadese Skinny Puppy, pubblicato nel 2007.

## Tracce
1. Magnifishit – 4:31
2. Dal – 4:45
3. Haze – 5:28
4. Pedafly – 5:37
5. Jaher – 5:14
6. Politikil – 4:22
7. Lestiduz – 4:11
8. Pasturn – 3:48
9. Ambiantz – 4:27
10. Ugli – 6:33

## Formazione
- Ogre - voce, tastiere
- cEvin Key - sintetizzatori, tastiere, batteria
- Mark Walk - sintetizzatori, basso, chitarra